# Onda P

Normale elettrocardiogramma con l'onda P evidenziata

L'onda P è la prima onda che si genera nel ciclo del battito cardiaco, e corrisponde alla depolarizzazione degli atri. È di piccole dimensioni, poiché la componente di tessuto miocardico soggetto a depolarizzazione è quantitativamente minore rispetto a quella ventricolare. La sua durata varia tra i 60 e i 120 ms, l'ampiezza (o altezza) è uguale o inferiore ai 2,5 mm.
La sua assenza potrebbe indicare la presenza di aritmie come la fibrillazione atriale o un blocco senoatriale con battito di scappamento giunzionale.

## Ampiezza
Un'onda P maggiore di 2,5 mm può essere secondaria a ingrandimento atriale destro da patologia polmonare (P polmonare), seppur ha un basso valore predittivo (~20%). Anche l'ipopotassiemia può aumentare l'ampiezza dell'onda, che diminuisce in corso di iperpotassiemia.

## Morfologia
L'onda P è la somma delle onde del fronte di depolarizzazione che attraversa gli atri. Normalmente l'atrio destro si depolarizza un po' prima dell'atrio sinistro perché l'onda di depolarizzazione inizia dal nodo seno-atriale nella parte alta dell'atrio e solo successivamente si dirige e attraversa l'atrio sinistro. Durante la registrazione di un elettrocardiogramma potremmo trovare piccole differenze nella morfologia dell'onda P, ciò è dovuto alla possibilità che l'impulso depolarizzante possa originare in punti lievemente differenti dal nodo del seno: in genere se la frequenza è contenuta sotto i 100 battiti al minuto possiamo parlare di ritmo atriale multifocale, ma se li supera potremmo parlare di tachicardia atriale caotica o multifocale, aritmia presente spesso in pazienti affetti da broncopneumopatia cronica ostruttiva.

## Ripolarizzazione atriale
Questo evento si verifica all'incirca 320 msec dopo la fine dell'onda P, con una durata di 2-3 volte quella dell'onda P ed una polarità opposta sempre a quella dell'onda P; è rappresentata sull'ECG di superficie da un'onda detta onda Ta. L'importanza clinica di ciò sta nel fatto che, anche se è un fenomeno normale, il nadir dell'onda Ta può evidenziarsi solo dopo il complesso QRS e influenzare la depressione del segmento ST simile (e facilmente confondibile) alle alterazioni che si verificano in alcuni stati patologici quali l'ischemia cardiaca.